# 福尔莫维尔
福尔莫维尔（法語：Fort-Moville）是法国厄尔省的一个市镇，属于伯內區（Bernay）伯泽维尔县（Beuzeville）。该市镇总面积9.32平方公里，2009年时的人口为387人。

## 人口
福尔莫维尔人口变化图示